# 平成24年7月九州北部豪雨
平成24年7月九州北部豪雨（へいせい24ねん7がつきゅうしゅうほくぶごうう）は、2012年（平成24年）7月11日から7月14日にかけて九州北部を中心に発生した集中豪雨である。
熊本県では「熊本広域大水害」とも呼ばれている。

## 気象状況
7月11日から14日にかけて、対馬海峡から朝鮮半島（韓国南部付近）に停滞する梅雨前線の南側に位置する九州北部に、東シナ海から暖かく湿った空気が流れ込み、発達した雨雲が次々と連なる線状降水帯が発生した。このうち12日未明から朝にかけては、熊本県の熊本地方と阿蘇地方、大分県西部で猛烈な雨が続き、熊本県阿蘇市阿蘇乙姫で12日1時から7時までの6時間に459.5ミリの雨量を観測する記録的豪雨となった。13日には佐賀県と福岡県を中心に、14日には福岡県と大分県を中心に大雨となった。
1時間雨量
熊本県阿蘇市乙姫：108.0ミリ（7月12日5時53分まで）
熊本県南阿蘇村阿蘇山：94.5ミリ（7月12日6時39分まで）
福岡県八女市黒木：91.5ミリ（7月14日9時47分まで）
福岡県久留米市耳納山：80.0ミリ（7月14日6時23分まで）
以上4地点で観測史上1位の値を更新した。
3時間雨量
熊本県阿蘇市乙姫：288.5ミリ（7月12日5時0分まで）
熊本県南阿蘇村阿蘇山：214.5ミリ（7月12日6時10分まで）
熊本県菊池市菊池：181.5ミリ（7月12日3時10分まで）
以上を含む全7地点で観測史上1位の値を更新した。
熊本県五木村五木：221.5ミリ（7月12日10時40分まで）
24時間雨量
熊本県阿蘇市乙姫：507.5ミリ（7月12日13時20分まで）
福岡県八女市黒木：486.0ミリ（7月14日11時30分まで）
福岡県久留米市耳納山：392.0ミリ（7月14日7時40分まで）
以上を含む全8地点で観測史上1位の値を更新した。
大分県日田市椿ヶ鼻：396.0ミリ（7月14日10時30分まで）
72時間雨量
熊本県阿蘇市乙姫：813.5ミリ（7月14日16時20分まで）
福岡県八女市黒木：646.5ミリ（7月14日11時40分まで）
福岡県久留米市耳納山：585.0ミリ（7月14日14時10分まで）
以上を含む全7地点で観測史上1位の値を更新した。
大分県日田市椿ヶ鼻：642.5ミリ（7月14日16時20分まで）

## 被害

### 死者
熊本、福岡、大分の3県で死者計30人、行方不明者2人。
- 7月12日、大分県竹田市拝田原の玉来川で70代の男性が増水した川の水に流され、その後、下流で見つかったが死亡が確認された[6]。
- 7月12日、熊本県阿蘇市一の宮町に住む80代と70代の女性2人と80代の男性1人の合わせて3人が大雨による土砂崩れや住宅の倒壊により、死亡が確認された[7]。
- 7月13日、熊本県阿蘇市一の宮町三野に住む70代の男性が土砂に飲み込まれた住宅から遺体で見つかり、身元が確認された[8]。
- 7月14日、福岡県八女市星野村に住む80代の女性が土砂崩れで倒壊した住宅の中から見つかり、死亡が確認された[9]。
- 7月15日、柳川市三橋町で農業用水路に転落していた車の中から男性1人が見つかり、死亡が確認された[10]。

### 避難指示・孤立状態救助

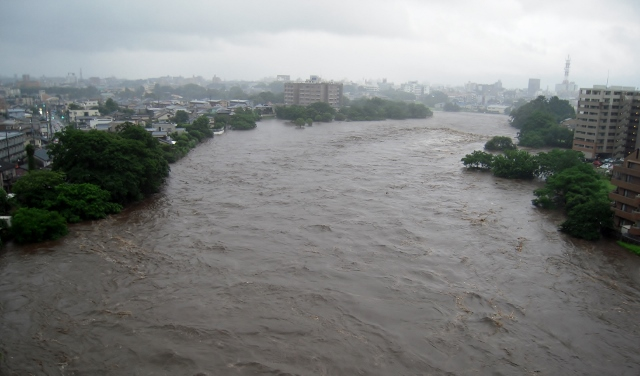
増水する白川（平成24年7月12日、渡鹿堰付近）

- 7月12日、熊本県熊本市では白川が氾濫危険水位を越えているとして市内の中央区・東区に避難指示が出た。南阿蘇村では白川が氾濫しているとして避難指示が出た。大分県では竹田市の旧竹田市全域、豊後大野市の一部に避難指示が出た[11]。
- 7月13日、大分県日田市の一部（東有田地区、小野地区、大鶴地区、桂林地区、光岡地区、三花地区、西有田地区）に避難指示が出た[12]。
- 7月14日、福岡県柳川市、八女市の一部（矢原、犬馬場、宮島、泉島、星野村、上陽町など）、みやま市、筑後市の一部（矢部川沿いの4つの地区）、朝倉市、うきは市の一部、大分県日田市の一部（咸宜地区）、玖珠町、佐賀県佐賀市の一部（佐賀江川流域）、熊本県阿蘇市に避難指示が出た[13][14][15]。
- 7月14日、福岡県柳川市三橋町中山地区で、住民の避難先となった中山小学校が周りと行き来ができない孤立状態となり、警察と消防が出て109人を救助し、同市中心部の市民会館に移動させた[16]。また同市での住民の孤立は同日夜のうちにすべて解消された[17]。
- 7月14日、福岡県八女市の星野村と上陽町の一部の地域で、土砂崩れで道路が通れなくなるなどして孤立した状態となったが、陸上自衛隊第4師団の飛行部隊が同月15日17時30分頃から星野村の住民を近くの小学校の校庭に、同日15時30分頃から上陽町の住民を近くの安全な公園に運んだ[18]。

### 河川の氾濫
- 7月12日、九州地方整備局は熊本県の白川で3か所、合志川で6か所、杖立川の1か所の、合わせて10か所で氾濫を確認した[19]。
- 7月14日6時50分、大分地方気象台と国土交通省山国川河川事務所は大分県中津市本耶馬渓町の青地区と耶馬溪町柿坂で山国川が氾濫したとして氾濫発生情報を出した[20]。
- 7月14日13時20分頃、九州地方整備局は、福岡県柳川市大和町六合を流れる矢部川の堤防が50メートルにわたって、支流の沖端川の高さ6メートルの堤防が150メートルにわたって決壊したと発表した。同日15時35分より、大型のクレーン2台を使って堤防が壊れた場所にコンクリート製のブロックを置くなどして、同日18時30分頃、市内への水の流れ込みが収まった[21][22][23]。しかし周辺の住宅地や水田が浸水する被害が出た[24] ほか、特別養護老人ホームに入所している高齢者と施設の職員が一時孤立した[25]。
- 7月15日、国土交通省九州地方整備局は福岡県柳川市の2つの川の流域10か所余りで、大型のポンプを使って水をくみ上げる作業を進めた[26]。

### 土砂崩れ
- 7月12日朝、愛媛県宇和島市の県道宇和島下波津島線で、2か所で山の斜面が崩れ、それぞれ土砂が道路を塞いだ[27]。
- 7月14日、大分県日田市で、大雨による土砂崩れなどで道路が寸断され少なくとも市内3か所の地区が周りと行き来ができない状態になった[28]。

### 住宅の被害
- 全壊は熊本県で209棟、福岡県で119棟、大分県で34棟など合わせて363棟。半壊は熊本県で1,262棟、大分県で171棟など合わせて1,500棟。床上浸水は福岡県で1,513棟、大分県で990棟、熊本県で523棟など合わせて3298棟。床下浸水は福岡県、熊本県、大分県など合わせて9,308棟[5][29]。ただし床上浸水、床下浸水の数には、北陸など、九州以外での被害も含まれている。大分県では7月1日から発生した大雨による被害と区別できないため、7月中の被害が全て計上されている。

## 行政の対応

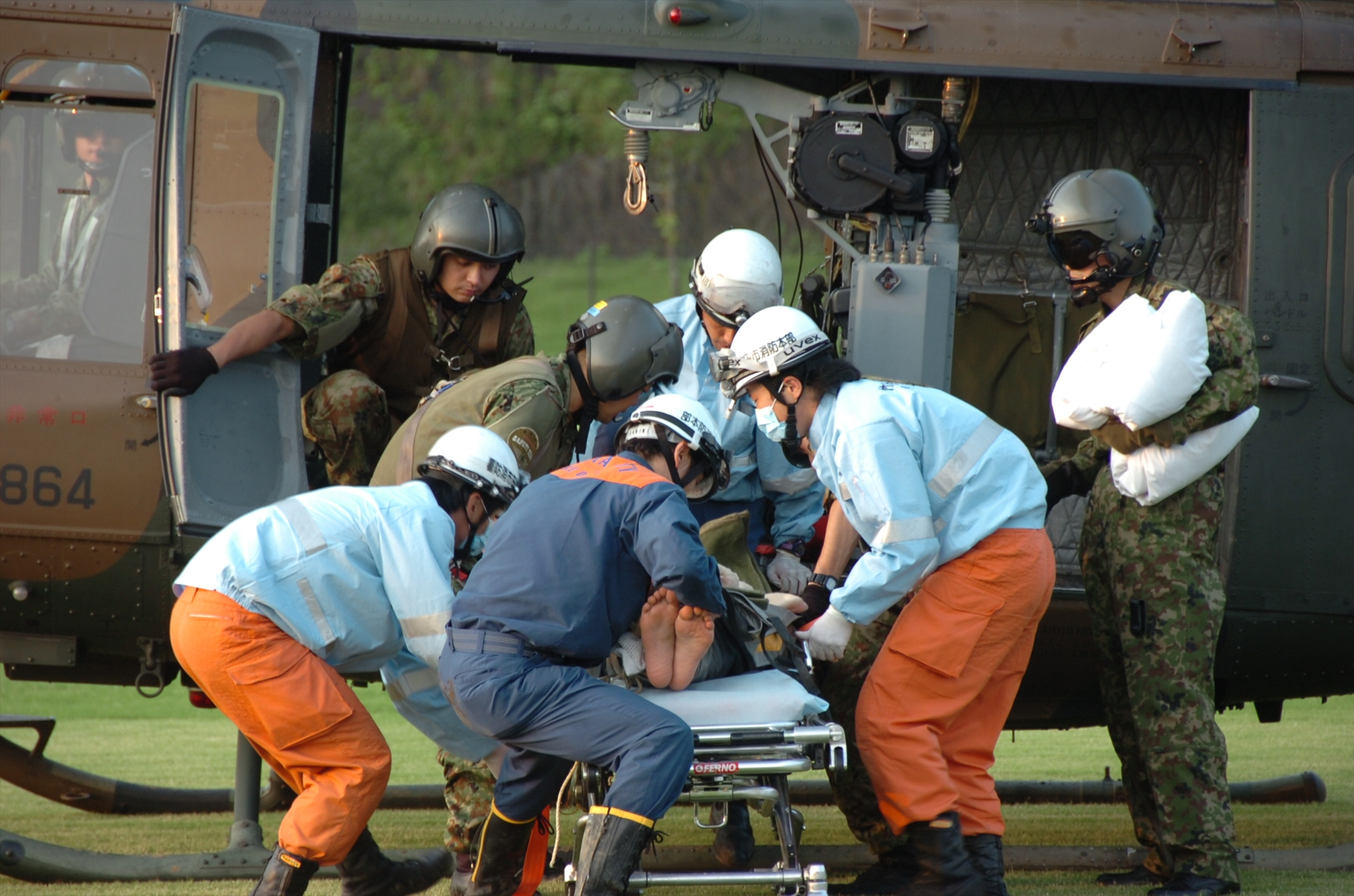
九州北部豪雨に係る災害派遣

- 7月12日、熊本県の蒲島郁夫知事、大分県の広瀬勝貞知事からの要請を受けて、陸上自衛隊は熊本県白川流域、大分県竹田市に災害派遣することを決めた[30]。
- 7月12日、国土交通省九州地方整備局は災害対策現地情報連絡員(リエゾン)を山鹿市、大分県、竹田市、五木村など20自治体に派遣。[31]。
- 7月12日14時30分より、中川正春防災大臣も出席し、国土交通省や気象庁などの関係省庁による連絡会議を開き、今後の対応を協議した[32]。
- 7月13日9時20分すぎより、熊本県阿蘇市、南阿蘇村では自衛隊による給水活動が始まった[33]。
- 7月13日、大分県内に本社や事務所があり、被害を受けた中小企業について支援を行うことになった[34]。
- 7月13日、被災者生活再建支援法に基づき、熊本県熊本市、阿蘇市、南阿蘇村、相良村に生活再建支援金制度を適用することに決めた[35]。
- 7月15日、国土交通省の堤防の研究の専門家ら9人が矢部川と沖端川を訪れ、決壊した現場を調査した[23]。
- 7月31日、内閣府が6月8日から7月23日の豪雨を激甚災害に指定することを発表[36]。

## 行政以外の対応
- 7月12日6時41分、気象庁は「これまでに経験したことのないような大雨」と見出しのみの短文で伝える気象情報を発表した[37]。
- 7月12日10時30分より、NTT西日本は災害用伝言ダイヤルの運用を始めた[38]。
- 7月12日、熊本県は熊本市、阿蘇市、南阿蘇村に災害救助法を適用することに決めた[39]。
- 7月12日、NTTドコモ、KDDI、ソフトバンクモバイルは災害救助法が適用された地域への支援措置を決定した[40][41][42][43]。
- 7月13日、ゆうちょ銀行とかんぽ生命保険は災害救助法が適用された地域への支援措置を決定した[44][45]。
- 7月13日、みずほ銀行とりそな銀行は被害を受けた人への支援措置を決定した[46][47]。
- 7月15日、学生のボランティアは大分県中津市の山国川の水があふれて大きな被害を受けた地区に集まり、被害を受けた住宅の片付けを手伝った[48]。
- 7月15日、気象庁は平成24年7月11日から14日に九州北部地方で発生した豪雨について「平成24年7月九州北部豪雨」と命名した[1]。
- 7月18日、2011年9月の紀伊半島豪雨で各県から支援を受けた和歌山県は、福岡・熊本・大分の3県に県が見舞金30万円を、県議会が10万円をそれぞれ贈呈。
- 7月20日、天皇、皇后が福岡・熊本・大分の3県に見舞金を下賜。
- 7月23日、福岡県出身の歌手、松田聖子が福岡県に義援金を寄託。
- 7月25日、宮城県栗原市が福岡・熊本・大分の3県及び八女市、阿蘇市に見舞金10万円を贈呈。
- 7月26日、2011年9月の紀伊半島豪雨で各県から支援を受けた奈良県が、福岡・熊本・大分の3県に見舞金各10万円を贈呈。

## 海外の対応
- 中国：広西壮族自治区が熊本県に義援金約2400万円の寄贈を申し出。
- タイ：福岡・熊本・大分の3県に義援金500万バーツ（約1200万円）を贈った。
- 中華民国（台湾）：台湾は楊進添・外交部長及び、廖了以・亜東関係協会会長名でお見舞状を贈った。また、台北駐日経済文化代表処より熊本・大分両県に見舞金50万円を寄贈した。

## 影響

### 道路
- 7月14日、九州自動車道では、福岡IC‐広川IC間の上下線とみやま柳川IC‐植木IC間の上下線、大分自動車道では、鳥栖JCT‐筑後小郡IC間の上下線と朝倉IC‐玖珠IC間の上下線、長崎自動車道では、鳥栖JCT‐嬉野IC間の上下線、西九州自動車道では、武雄JCT‐武雄南IC間の上下線でそれぞれ通行止めとなった[49]。
- 7月12日、阿蘇市一の宮町大字坂梨の国道57号滝室坂前後2.4kmの区間でのり面崩壊がおき、8月20日までの1ヶ月以上にわたって通行止めとなった。

### 鉄道

#### 新幹線
- 7月12日10時すぎ、JR九州の九州新幹線は熊本県内で雨が規制値を超えたため熊本駅と鹿児島中央駅の上下線で運転を見合わせた[50] が、12時前に徐行による運転を再開した[51]。
- 7月13日始発より、JR九州の九州新幹線は熊本駅と鹿児島中央駅の上下線で運転を見合わせた[52]。

#### JR在来線
- 久大本線
  - 筑後吉井駅 - 日田駅間、総延長21.2 km で路盤の流失等3件、橋脚沈下1件（隈上川橋りょう）が発生。7月27日に夜明-日田間が、8月25日にうきは-夜明間が復旧し、全線で運行再開。
- 日田彦山線
  - 添田駅 - 夜明駅間、総延長29.2 km で線路内への土砂の流入5件、路盤の流失等2件発生（豊前桝田駅 - 彦山駅間の築堤崩壊など）。
  - 7月27日始発列車より、通常ダイヤにて全線で運転を再開。
- 豊肥本線
  - 肥後大津駅 - 緒方駅間 総延長77.7 km で線路内への土砂の流入28件、路盤の流失等38件、倒木、冠水等10件が発生。
  - いこいの村駅 - 宮地駅間の「泉川橋りょう」の損傷、朝地駅～緒方駅間の「第一大野川橋りょう」の線路流出などが発生した。
  - 肥後大津駅 - 立野駅間については7月24日の始発列車より運転を再開。
  - 7月30日に立野駅 - 緒方駅間 総延長68.1kmで線路内への土砂の流入54件、路盤の流失等61件、倒木、冠水等15件と発表された[54]。

#### 平成筑豊鉄道
- 田川線
  - 崎山駅（みやこ町） - 油須原駅（赤村）間で法面崩壊、築堤崩壊、地盤陥没・緩み、道床流出、土砂流入、雨水流入、電路線障害が合わせて29か所で発生。
  - 油須原駅（赤村）～田川伊田駅（田川市）間で法面崩壊、地盤陥没・緩み、電路線障害があわせて11か所で発生。
- 糸田線
  - 道床流出が1か所発生（7月15日に仮復旧）

### ライフライン
- 7月12日6時より、KDDIの携帯電話で利用しづらい状況が発生した[56]。
- 7月12日6時30分頃より、NTTドコモの携帯電話の一部で通信障害が発生した[57]。
- 7月12日8時頃より、大分県竹田市の一部（旧・荻町）では、供給する水をためておくコンクリート製のタンクが川の増水で壊れたため断水した[58]。
- 7月12日、九州電力は、大分県竹田市、豊後大野市、熊本県菊池市、南阿蘇村などで停電したと発表した[59]。また、7月12日7時前より熊本県大津町の黒川第三水力発電所が発電できない状態になった[60]。
- 7月12日7時34分頃より、NTT西日本は、大分県竹田市周辺で電話などが通じなくなっていると発表した[61]。